# عین جیک
عین جیک، روستایی از توابع بخش مرکزی شهرستان خدابنده در استان زنجان ایران است.

## جمعیت
این روستا در دهستان کرسف قرار دارد و براساس سرشماری مرکز آمار ایران در سال ۱۳۸۵، جمعیت آن ۸۱۸ نفر (۱۹۲خانوار) بوده‌است.

## مناطق توریستی
حمام عمومی ، صووخ بولاغ، خرمن یری ،چوبان بولاغی،جعفر بولاغی،کورجا بولاغ، ، مقبره  سید عیسی ، خوسو توکانی،  شیرن ورک ، امین آباد ، قالا دالی ،بادات بولاقی  